# Anne Cowdrey, 14. Lady Herries of Terregles
Anne Elizabeth Cowdrey, 14. Lady Herries of Terregles (geb. Fitzalan-Howard, * 12. Juni 1938; † 25. November 2014), war eine britische Peeress und parteilose Politikerin.

## Leben und Karriere
Cowdrey wurde am 12. Juni 1938 als Tochter von Bernard Fitzalan-Howard, 16. Duke of Norfolk und Hon. Lavinia Mary Strutt (1916–1995) geboren. Sie war Mitglied des Aufsichtsrates (Board) der Angmering Park Farms LLP in West Sussex. Sie heiratete im September 1985 Colin Cowdrey, Baron Cowdrey of Tonbridge. Es war dessen zweite Ehe.
Sie betätigte sich als Trainerin für Rennpferde.
Cowdrey erbte 1975 den Titel ihres Vaters als Lord Herries of Terregles und den damit verbundenen Sitz im House of Lords. Dort gehörte sie der Fraktion der Crossbencher an. Ihren Sitz verlor sie durch den House of Lords Act 1999. Für einen der verbleibenden Sitze trat sie nicht an. Der Hereditary Peerage Association gehörte sie nicht an. Im Register of Hereditary Peers, die für eine Nachwahl zur Verfügung stehen, war sie nicht verzeichnet. Cowdrey hatte keine Kinder, ihren Titel erbte daher ihre jüngere Schwester Mary Katharine Mumford (1940–2017).